# Fibigia clypeata
El broquelete o Fibigia clypeata es una especie de planta perteneciente al género Fibigia en la familia Brassicaceae.

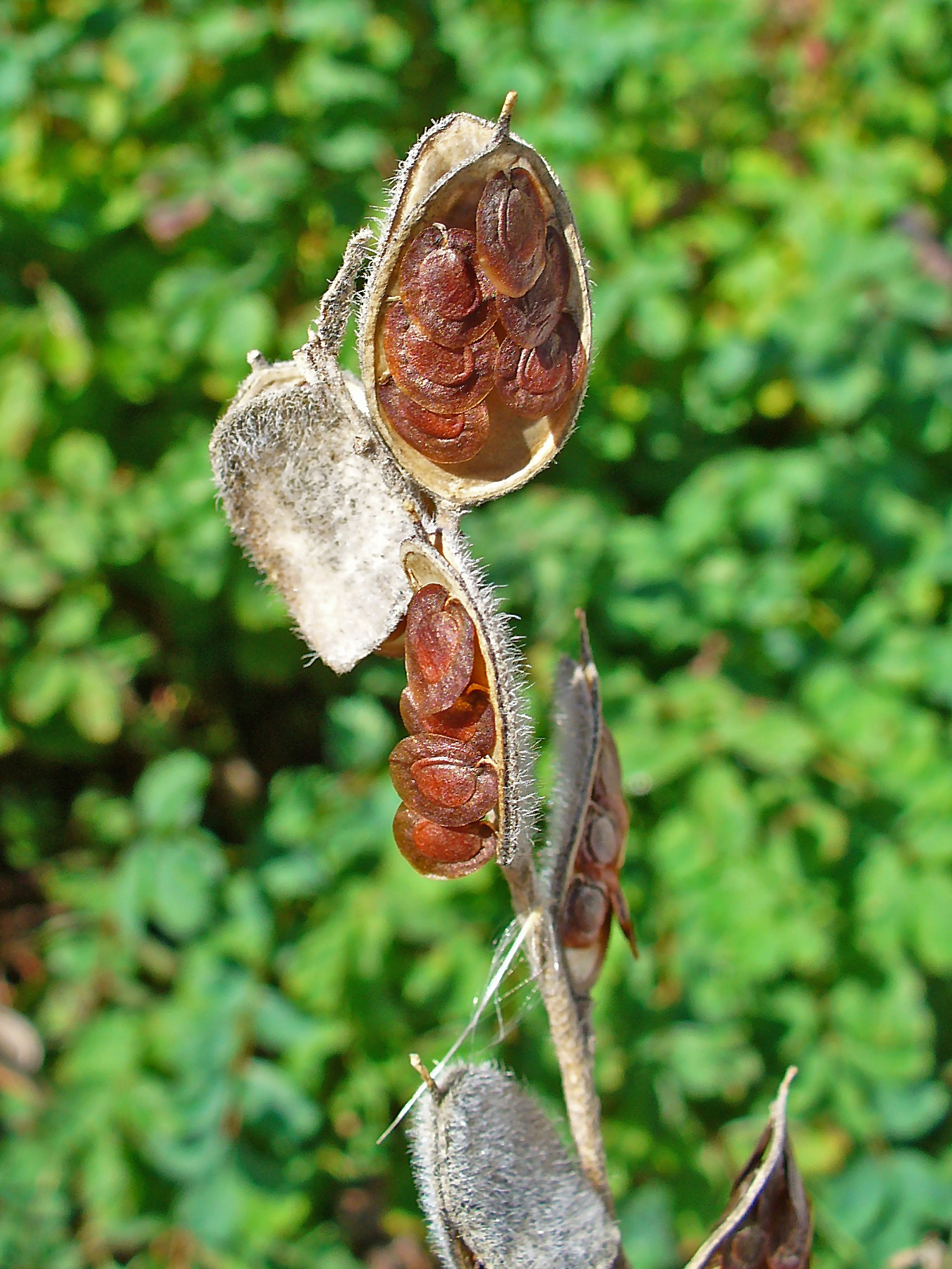
Frutos

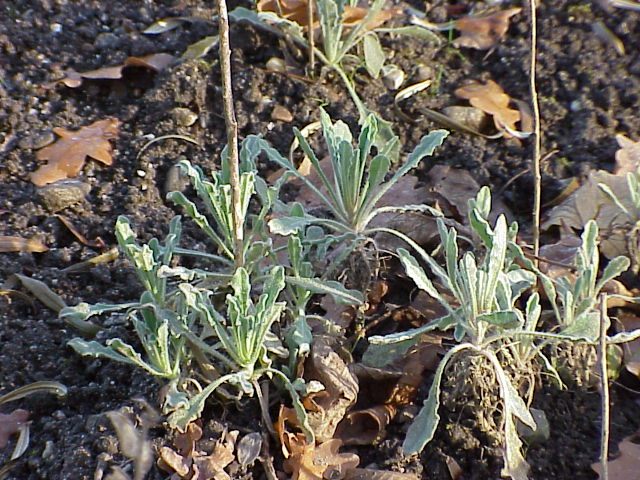
En su hábitat

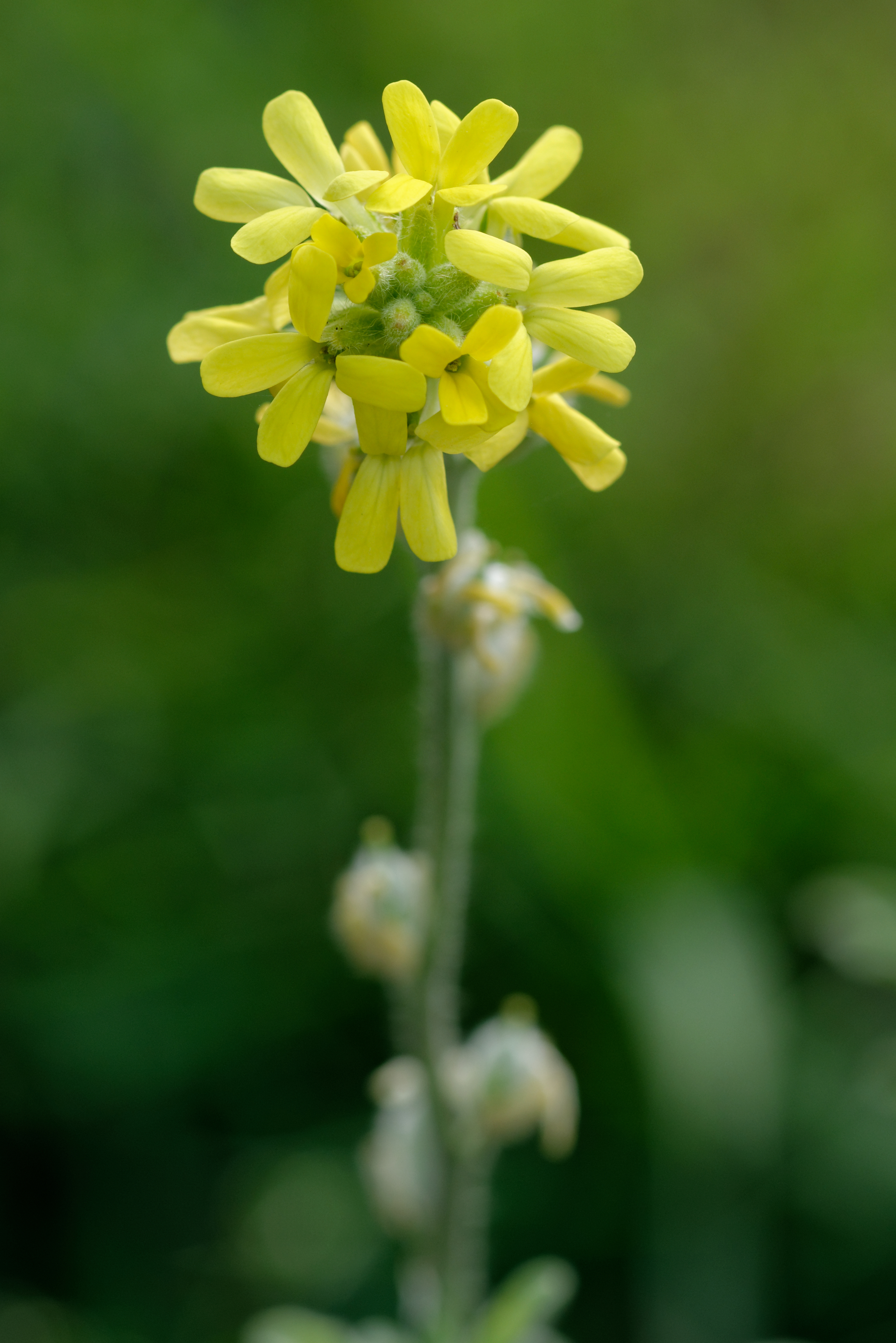
Inflorescencia

## Descripción
Es una hierba perenne, que alcanza un tamaño de 15-75 cm, blanco-cenicienta, tomentosa. Tallos pocos o numerosos; erectos o ascendentes, simples, afilos en la parte inferior durante la fructificación, cubiertos de pelos de dos tipos: unos de brazos subiguales y cortos, otros con uno o escasos brazos desiguales, de los que uno es siempre de longitud mayor que la de los restantes. Hojas basales de hasta 10 cm, oblongas, oblanceoladas o espatuladas, enteras, atenuadas en pecíolo, estrellado-tomentosas, densamente arrosetadas; las caulinares, numerosas, sésiles, erectas, de mayor longitud que los entrenudos, linear-oblongas u oblanceoladas, atenuadas en el ápice y la base. Pedicelos c. 1 mm y erecto-patentes en la antesis, 1,5-5 mm y de erecto-patentes a erectos en la fructificación, gruesos, densamente estrelladotomentosos. Sépalos 4,5-7 mm, con margen hialino estrecho. Pétalos 7-13 mm, de limbo obovado-oblongo, truncado o emarginado. Racimo 10-20 cm en la fructificación, rígido. Frutos 21-28 × 10-13 mm, de elíptico-oblongos a ovadoorbiculares. Semillas 2,8-3,7 mm, oval-orbiculares, castañas, con una tenue ala en todo su perímetro, de  1/2 del diámetro menor de la semilla. 2n =16*.

## Distribución y hábitat
Se encuentra subespontánea, ocasionalmente, en claros de bosque, pedrizas, muros, ruinas, en zonas pedregosas, calcáreas; a una altitud de 960-1220 metros en Italia, Mediterráneo oriental, Palestina y Túnez; naturalizada en Francia. Subespontánea en puntos dispersos de la península ibérica.

## Taxonomía
Fibigia clypeata fue descrita por (L.) Medik. y publicado en Pflanzen-Gattungen 91. 1792.
Sinonimia
- Adyseton petalodes G.Don
- Alyssum cheiranthifolium Willd.
- Alyssum clypeatum L.
- Alyssum petalodes DC.
- Draba clypeata (L.) Lam.
- Farsetia cheiranthifolia (Willd.) Desv.
- Farsetia clypeata (L.) R.Br.
- Farsetia clypeata var. rostrata (Schenk) E. Fourn.
- Farsetia obovata Boiss. & Kotschy
- Farsetia rostrata Schenk
- Fibigia obovata Boiss.
- Fibigia rostrata (Schenk) Boiss.
- Lunaria canescens Willd.
- Lunaria clypeata (L.) All.[3]